# صوفيا ياريمشوك
صوفيا ياريمشوك (من مواليد 3 يونيو 1994) هي عداءة مسافات طويلة إيطالية - أوكرانية المولد.

## حياة مهنية
تنافست في نصف ماراثون السيدات في بطولة العالم لألعاب القوى لنصف الماراثون 2018 التي أقيمت في إسبانيا. واحتلت المركز 71. في عام 2020، شاركت في نصف ماراثون السيدات في بطولة العالم لألعاب القوى لنصف ماراثون التي أقيمت في بولندا.

## الإنجازات
| سنة           | المنافسة                     | المكان        | المركز        | الحدث         | الوقت         | ملاحظات       |
| تمثل أوكرانيا | تمثل أوكرانيا                | تمثل أوكرانيا | تمثل أوكرانيا | تمثل أوكرانيا | تمثل أوكرانيا | تمثل أوكرانيا |
| ------------- | ---------------------------- | ------------- | ------------- | ------------- | ------------- | ------------- |
| 2018          | بطولة العالم لنصف الماراثون ‏ | بلنسية        | 71st          | نصف الماراثون | 1:15:27       | SB            |
| 2020          | بطولة العالم لنصف الماراثون  | غدينيا        | 25th          | نصف الماراثون | 1:10:42       |               |
| تمثل إيطاليا  |                              |               |               |               |               |               |
| 2021          | ماراثون البندقية ‏            | البندقية      | 1st           | الماراثون     | 2:29:12       | PB            |

## الألقاب الوطنية
فازت بثلاث بطولات وطنية على المستوى الفردي.
- بطولة ألعاب القوى الإيطالية
  - نصف الماراثون: 2022.[8]
- بطولة الطرقات الإيطالية لمسافة 10 كم
  - طريق 10 كم: 2021، 2022.[9]